# Horia (gmina w okręgu Konstanca)
Horia – gmina w Rumunii, w okręgu Konstanca. Obejmuje miejscowości Cloșca, Horia i Tichilești. W 2011 roku liczyła 1115 mieszkańców.